# 파멜라 로즈 살인사건
《파멜라 로즈 살인사건》(프랑스어: Mais qui a tué Pamela Rose?)은 2013년 공개된 프랑스의 코미디 영화이다.

## 출연

### 주연
- 카드 므라드
- 올리비에 바룩스
- 제라르드 다몬

### 조연
- 장 폴 루브
- 라이오넬 아벨란스키
- 줄리 바타이
- 마누엘 르 리에브
- 그렉 제르망
- 프랑수아 클루제
- 알랭 샤바

## 기타
- 미술: 실비 올리브
- 분장: 프레데릭 아르구엘로
- 의상: 마리-로르 라송
- 배역: 필립 페이지